# 紐約州第四十八志願步兵團
紐約州第四十八志願步兵團是南北戰爭期間巴頓的其中一支兵團，於1861年夏天在布魯克林(Brooklyn)和紐約市組成。曾參與第一次馬納沙斯之役，但因大敗而蒙羞。